# Stephanie Finochio
Stephanie Finochio, né le 1er décembre 1971 à Long Island, New York, est une cascadeuse et catcheuse américaine.

## Biographie

### Jeunesse et débuts comme cascadeuse
Finochio étudie à l'Université de Dowling (en) obtient deux bachelors en psychologie et management ainsi qu'un master en éducation auprès des enfants d'école primaire. Alors qu'elle travaille comme professeur remplaçant, un de ses oncles lui suggère de devenir cascadeuse. Elle part donc pour la Californie où elle travaille notamment comme doublure de Jennifer Lopez dans Anaconda, le prédateur. 

### Carrière de catcheuse (2002-2007)

#### Circuit indépendant (2002-2003)
En 2000, alors qu'elle travaille sur un projet de film avorté dont le thème est le backyard wrestling, elle rencontre Mikey Whipwreck qui l'entraîne.